# Montoliu de Segarra

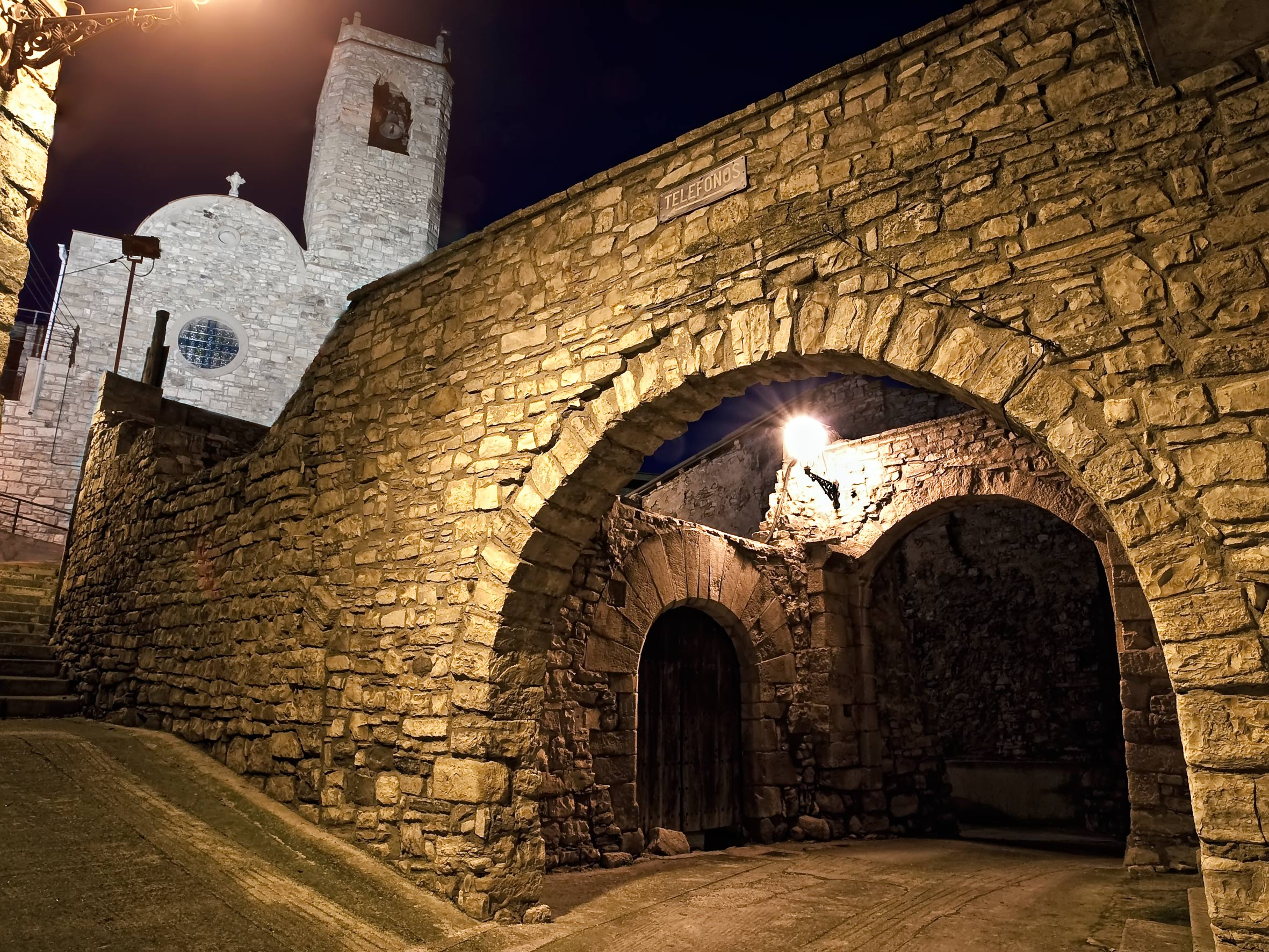
Nhà thờ San Salvador de noche

Montoliu de Segarra là một đô thị trong tỉnh Lleida, cộng đồng tự trị Cataluña Tây Ban Nha. Đô thị Montoliu de Segarra có diện tích là 29,5 ki-lô-mét vuông, dân số năm 2009 là 197 người với mật độ 6,68 người/km². Đô thị Montoliu de Segarra có cự ly km so với tỉnh lỵ Lleida.